# Anthony J. Drexel
Anthony J. Drexel (13 septembre 1826 - 30 juin 1893) est un financier et un banquier américain, originaire de Philadelphie, qui s'est associé à John Pierpont Morgan à New York pour créer J.P. Morgan & Co..

## Biographie
Né en 1826 à Philadelphie, en Pennsylvanie, Anthony J. Drexel est le fils du banquier d'origine autrichienne Francis Martin Drexel (1792–1863) et de son épouse Catherine Hookey (1795–1870). Il compte parmi ses frères Francis Anthony Drexel et Joseph William Drexel.
Anthony J. Drexel commence à travailler à l'âge de 13 ans dans la banque fondée trois décennies plus tôt par son père à Philadelphie, en Pennsylvanie, la « Drexel & Company », qui est spécialisée dans l'émission de billets de banque.
Lors de la guerre de Sécession, la banque a pour principal partenaire Jay Cooke & Co, l'établissement fondé par Jay Cooke, qui finance la guerre par les premières émissions obligataires à grande échelle. Anthony J. Drexel consolide son influence locale en rachetant en 1864 le Public Ledger, principal quotidien de Philadelphie, (Pennsylvanie).
En 1867, à l'âge de 41 ans, il s'associe à John H. Harjes et Eugene Winthrop pour fonder à Paris la banque «Drexel, Harjes & Co.» puis il revient en 1871 aux États-Unis, où il s'associe à John Pierpont Morgan pour créer la banque Drexel, Morgan & Co, cette fois basée à New-York. Elle a des bureaux partout en Europe et se spécialise dans le financement de projets américains par des investisseurs européens.
Anthony J. Drexel décède en Autriche et la banque ne conserve alors que le nom de John Pierpont Morgan.